# Bloc Party
A Bloc Party brit rockegyüttes, amely 1999-ben alakult meg Londonban. Indie rockot, post-punk revival-t és post-Britpop zenét játszanak. Az egyik legnépszerűbb rockzenekarnak számítanak, főleg hazájukban, Angliában. Magyarországon eddig kétszer játszottak. Legelőször 2009-ben koncerteztek nálunk, a Sziget Fesztiválon, majd másodszor 2016-ban léptek fel itthon, szintén a Sziget Fesztivál keretein belül. Az együttes fennállása alatt öt nagylemezt jelentetett meg. Diszkográfiájuk továbbá hat EP-t és két remix albumot tartalmaz.

## Tagok
Az együttes négy taggal rendelkezik:
- Kele Okereke - ének, gitár, elektromos zongora,
- Russell Lissack - gitár, szintetizátor, vokál, programozás,
- Justin Harris - basszusgitár, háttér-éneklés, szintetizátor, harangjáték, szaxofon
- Louise Bartle - dobok, ütőhangszerek, vokál

## Diszkográfia

### Stúdióalbumok
- Silent Alarm (2005)
- A Weekend in the City (2007)
- Intimacy (2008)
- Four (2012)
- Hymns (2016)

### Egyéb kiadványok, EP-k
- Bloc Party' (2004)
- Little Thoughts EP (2004)
- Hearing Voices Live EP (2005)
- Four More EP (2012)
- The Nextwave Sessions (2013)
- The Love Within EP (2016)

### Remixalbumok
- Silent Alarm Remixed (2005)

- Intimacy Remixed (2009)